# Pod kůží
Pod kůží (v anglickém originále Under the Skin) je britsko-švýcarský dramatický film z roku 2013. Režisérem filmu je Jonathan Glazer. Hlavní role ve filmu ztvárnili Scarlett Johanssonová, Jeremy McWilliams, Joe Szula, Kryštof Hádek a Paul Brannigan.

## Obsazení
| Scarlett Johanssonová | Laura   |
| Jeremy McWilliams     | zlý muž |
| Joe Szula             |         |
| Kryštof Hádek         |         |
| Paul Brannigan        | Andrew  |
| Scott Dymond          |         |
| Michael Moreland      |         |
| Lynsey Taylor Mackay  |         |